# Burg Rothenburg (Saale)
Die Burg Rothenburg ist eine abgegangene slawische Wallburg an der Saale nördlich des Ortsteils Rothenburg (Burgberg) der Gemeinde Wettin-Löbejün im Saalekreis in Sachsen-Anhalt.
Die vermutlich zur Sicherung eines Saaleübergangs im 9. Jahrhundert gegründete Wallburg wurde erstmals 961 als „Zputinesburg“ überliefert. Die viereckige Hauptburg, deren Burgplateau heute noch eine weiten Ausblick über die Saaleumgebung gewährt, war im Norden und Osten von zwei bis drei Vorwällen geschützt. Vermutlich ist die Burg um 1075 im Zuge der Sachsenaufstände gegen Heinrich IV. untergegangen und zeigt heute nur noch den „Burgberg“.